# Lancia Stratos HF

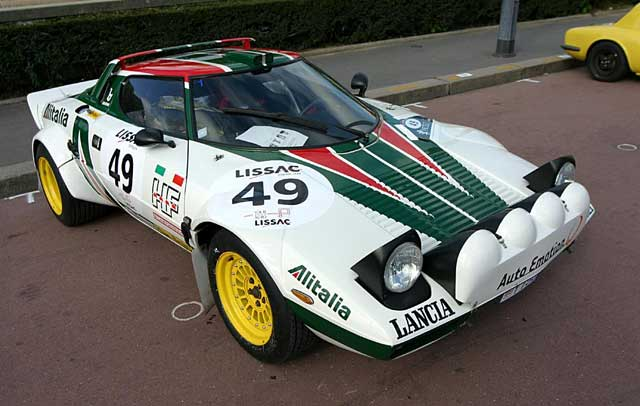
1974 Lancia Stratos HF Group 4

Lancia Stratos HF, Lancia Stratos – samochód produkowany w latach 70. XX w. przez firmę Lancia.

## Historia modelu
Włoski projektant nadwozi Bertone musiał wziąć kredyt, żeby zrealizować i pokazać w roku 1970 na salonie samochodowym w Turynie koncepcyjny model swojego Stratosa. Autorem prototypu był wówczas 32-letni Marcello Gandini, znany z późniejszych projektów dla BMW (seria 5 – E12) i Lamborghini (Countach, Miura i Diablo). W roku następnym ukazał się model Stratos HF, w którym zastosowano silnik Ferrari V6. Zauważyła ten samochód firma Lancia i gdy w roku 1973 zaistniała potrzeba zbudowania 500 jego egzemplarzy dla uzyskania homologacji rajdowej, wynajęto firmę Bertone do wykonania tego zadania. W tym samym roku samochód Stratos odniósł pierwsze zwycięstwo w Rajdzie Firestone w Hiszpanii, ale prawdziwe sukcesy przyszły w roku następnym, już po zakończeniu produkcji dla celów homologacji, gdy model Stratos odniósł trzy kolejne zwycięstwa w Rajdowych Mistrzostwach Świata. Samochód zawdzięczał te sukcesy swojej budowie. Miał stalową centralną konstrukcję klatkową z tylną ramą, na której był osadzony silnik i zawieszenie na kolumnach. Z przodu zastosowano wahacze.

## Następca Fulvii
Na początku lat 70. XX wieku rajdowe sukcesy Lancii Fulvii należały już do przeszłości. Firma pilnie potrzebowała nowego modelu, który mógłby podjąć walkę z nowoczesnymi wyczynowymi samochodami konkurencji. Konstrukcja powstała na bazie koncepcyjnego pojazdu zaprezentowanego przez firmę Bertone na wystawie w targach 1970 Torino Motor Show. W tym samym roku, po przejęciu Lancii przez Fiata, który miał także udziały w firmie Ferrari, możliwe stało się zastosowanie do napędu sportowego samochodu jednego z doskonałych silników tej legendarnej marki.

## Lancia Stratos w Polsce
W 1976 roku Ośrodek Sportu OBRSO FSO zakupił we Włoszech trzy Lancie Stratos, jedną seryjną i dwie rajdowe w specyfikacji grupy 4. Stratos w polskich barwach debiutował, w tym samym roku, na rajdzie Criterium Alpin na południu Francji (załoga Andrzej Jaroszewicz – syn byłego premiera /Żyszkowski). Jedna Lancia gr. 4 zakończyła swoją rajdową karierę po wypadku podczas Rajdu Hiszpanii w 1976 roku, druga podczas Rajdu Polski w 1977 r. Seryjny Stratos Stradale także podzielił ich los. Ogółem zaliczyły zaledwie około 20 rajdów.
Na bazie części z Lancii rozbitej podczas Rajdu Polski powstał Stratopolonez.
Wymiary
- Długość: 3710 mm
- Rozstaw osi: 2170 mm
- Rozstaw kół: 1430 mm z przodu i 1460 mm z tyłu